# Skrei
Skrei är en vandrande population av torsk (Gadus morhua) från den norsk-arktiska torskstammen. Den tillbringar större delen av sitt liv i Barents hav, som är rikt på näring, för att vid könsmogen ålder (cirka 5 år) inleda sin årliga lekvandring till den norska atlantkusten.

## Namnet
Fisknamnet 'skrei' kommer av substantivet 'skrei' (på fornnordiska skreið, på nutida svenska 'skred'), i sin tur en böjning av verbet skríða/'skrida' (gå eller röra sig (med jämn fart)). Fisknamnet skulle alltså kunna förklaras utifrån sentensen "fiskstim som skrider (fram)". 

## Lekområden
Ungefär 40 procent av skreien leker i Lofotenområdet i februari till april, men skreiens hela lekområde sträcker sig från kusten av Møre og Romsdal fylke till Finnmark fylke. 

## Övrigt
Den norsk-arktiska torsken lever pelagiskt på ett djup ner till 200 meter. Den är en rovfisk och lever främst på sill, lodda och skarpsill. På 1990-talet fastslog norska forskare med hjälp av DNA-markörer att skrei och kusttorsk är olika populationer. Därmed fastslogs det att torsk och skrei inte blandas, utan utgör helt åtskilda bestånd, något som tidigare varit antaget men inte bevisat. Skrei skiljer sig också från kusttorsken utseendemässigt. Den är längre och spetsigare i formen och har ljusare teckning.